# ایمن المثلوثی
ایمن المثلوثی (فرانسوی: Aymen Mathlouthi‎؛ زادهٔ ۱۴ سپتامبر ۱۹۸۴) بازیکن فوتبال اهل تونس است.

## باشگاهی
از باشگاه‌هایی که در آن بازی کرده‌است می‌توان به باشگاه فوتبال ستاره ساحلی و باشگاه فوتبال آفریقایی اشاره کرد.

## تیم ملی
وی همچنین در تیم ملی فوتبال تونس بازی کرده است.